# Peștera cu Oase
Peștera cu Oase este un sistem de 12 galerii carstice, situat în sistemul carstic al Văii Minișului, în apropierea orașului Anina, județul Caraș-Severin. Aici au fost descoperite, în 2002, fosile ale omului modern, provenind de la trei indivizi (numiți de cercetători „Oase 1”, „Oase 2” și „Oase 3”), care au fost datate la o vechime de 35.000 de ani, sau 40.500 folosind date calibrate.
În 2015 analiza ADN a relevat că „Oase 1” era un bărbat cu un strămoș Homo neanderthalensis, un procent cuprins între 5 - 11% din genomul său provenind de la un om de Neanderthal.
Oase 1 avea Haplogrupul paternal K2a* și o ramură a Haplogrupului maternal N.